# C.A.T.S. Crash Arena Turbo Stars
C.A.T.S. Crash Arena Turbo Stars ist ein zweidimensionales, strategisches PvP- und Action-Spiel, das am 19. April 2017 von der Firma ZeptoLab UK Limited veröffentlicht wurde. Das Spiel ist mit iPad, iPhone (iOS 8.0 oder neuer) und allen Android-Konsolen (Android-Version 4.1 oder höher) kompatibel.

## Rahmengeschichte
Beim ersten Öffnen des Spiels erscheint „Onkel Toni“, der dem Spielneuling eine Maschine schenkt, damit dieser an der heiß ersehnten Meisterschaft teilnehmen kann. Wie sich herausstellt, hat der Mentor diese Maschine allerdings von einem Straßenrowdy namens „Snake“ mitgehen lassen, und Snake fordert die Maschine vehement zurück. Onkel Toni gibt dem Spielneuling Tipps und Geschenke zum Aufwerten der Maschine, mit der der Spieler Snake und seine Bande besiegen muss, um die Maschine behalten zu können.
Sobald Snake und seine Gang besiegt sind, erscheint „Mr. Macavity“, ein gefürchteter Gangsterboss, für den Snake dreckige Arbeiten zu erledigen hatte. Da der Spieler Snake ausgeschaltet hat, fordert Mr. Macavity, dass der Spieler dessen Stelle einnimmt und nun selbst Straßenkämpfe für den Gangsterboss auszuficht. Onkel Toni bedauert diese Komplikationen und macht den Spieler zum Ausgleich mit dem „Schrauber Steevy“ bekannt, der die an verschiedenen Stellen erhältlichen Schraubenschlüssel gegen Kisten mit Bauteilen eintauscht, sowie mit „Ace Jack“, der Wetten auf den Ausgang von Kämpfen anbietet. Sobald der Spielneuling die vierte Stufe der Meisterschaft erreicht hat, eröffnet ihm Onkel Toni den Zugang zu einer geheimen Garage, in der die „Ultimativen Maschinen“ gebaut werden, und damit zur „Ultimativen Liga“. Da die ultimativen Maschinen die Voraussetzung für die Spielebene „König der Stadt“ darstellen, ist nun auch der Zugang zu Gangs, die um die Stadt kämpfen, freigeschaltet und das Spielgeschehen um eine soziale Komponente bereichert (Gangmitglieder können via Chat direkt miteinander kommunizieren). Das Tutorium und die damit einhergehenden Beschränkungen sind nun beendet.

## Spielmechanik
Spieler werden als Katze dargestellt und bei Systemmeldungen auch als „Katzen“ angesprochen – ein augenzwinkernder Verweis auf die Abkürzung des Spieltitels „C.A.T.S“, was als englisches Wort für „Katze“ aufgefasst werden kann. Die Spieler erbauen aus verschiedenen Komponenten Kampffahrzeuge (Chassis) zusammen und lassen diese gegen Kampffahrzeuge von Mitspielern online in Duellen, Meisterschaften oder Ligen antreten. Wer gewinnt, bekommt eine Medaille. Ein Aufstiegsmodell führt den erfolgreichen Spieler über 25 Zwischenstufen bis zur Prestigestufe. Außerdem gibt es die Möglichkeit, einer Gang beizutreten, in der er/sie Gruppenkämpfe bestehen und sich mit anderen Spielern online austauschen kann.
Alle Komponenten der Maschinen können durch Fusion mit anderen Teilen aufgewertet werden. Je nach Güteklasse, die mit einem bis fünf Sternen indiziert wird, sind sechs bis 25 Aufwertungsstufen möglich. Die Potenz der Aufwertungen nimmt mit jeder Stufe ab, überdies kosten die Aufwertungen Münzen bzw. Juwelen.
Der eigentliche Clou des Spiels ist eine verblüffend realistische Simulation physikalischer Verhältnisse, d. h. die Maschinen reagieren auf physikalische Gelegenheiten wie Rollwiderstand der Räder, Gewicht des Chassis, Rückstoßkraft bestimmter Waffen oder geänderte Umweltbedingungen. Das macht den Ausgang der Kämpfe mitunter überraschend, zumal der Spieler während des Kampfes nicht eingreifen kann. Die Herausforderung besteht darin, die eigene(n) Maschine(n) hinsichtlich des Designs a priori so zu gestalten, dass sie in möglichst vielen Kampfsituationen bestehen können.

## Meisterschaften
Auf der regulären Spielebene werden Meisterschaften ausgetragen, die an verschiedenen Orten stattfinden. Eine Meisterschaft dauert i. d. R. 48 Stunden; nach Ablauf dieser Zeit steigen die höchstplatzierten sechs Spieler in die nächste Stufe auf. Alternativ steigt sofort auf, wer 14 Kämpfe seiner Meisterschaftsstufe hintereinander gewinnt (in den ersten Stufen der Holzklasse müssen zum Sofortaufstieg nur 3 bzw. 9 bzw. 12 Kämpfe gewonnen werden). Auf dieser Spielebene werden Maschinen aus folgenden Komponenten aufgebaut:

### Chassis
Chassis gibt es in den Grundformen Klassiker, Titan, Schleicher, Surfer, Brocken, Pyramide, Wal und Diamant. Die verschiedenen Formen haben ihre spezifischen Vor- und Nachteile. Sie weisen zwei bis drei Slots auf, an denen entweder Waffen oder Gadgets befestigt werden können, sowie zwei bis drei Montagepunkte für Räder. Sie besitzen unterschiedliche Punktwerte für Energie und Panzerung. Die Energiepunkte entscheiden darüber, welche und wie viele Waffen bzw. Gadgets angebracht werden können, während die Panzerung die Widerstandskraft gegen den Beschuss durch den Gegner anzeigt. Man kann bis zu drei Chassis gleichzeitig abspeichern, aber in einem konkreten Kampf nur eines benutzen. Während des Kampfes hat der Spieler keinen Einfluss auf dessen Ablauf – die Herausforderung besteht darin, die Kampffahrzeuge von vornherein so zu optimieren, dass sie gegen möglichst alle Gegner einer Meisterschaft gewinnen.

### Waffen
Die Waffen besitzen einen Energiewert und einen Angriffswert (Kampfstärke). Der beim Gegner angerichtete Schaden fällt umso größer aus, je höher der Angriffswert ist. Es gibt mehrere Typen von Waffen: Raketen feuern Projektile nach vorn ab, Doppelraketen verschießen diese Projektile gleichzeitig nach vorn und nach hinten, bei beiden beträgt die Feuerfrequenz 1/Sekunde. Der Laser braucht vor jedem Schuss 2,5 Sekunden zum Aufladen, bietet dann aber eine überdurchschnittliche Zerstörungskraft. Weitere Schusswaffen sind Minigun (Maschinengewehr, Schussfrequenz ansteigend) und Schrotflinte. Zu den Nahkampfwaffen zählen die Klinge (rotierende Säge), Kettensäge, Bohrer und Stachel (ein langer Bohrer). In der Spielbeschreibung wird zwischen Fern- und Nahkampfwaffen unterschieden, doch ist die Schrotflinte ein Zwischending, da sie zwar auf eine gewisse Entfernung wirkt, aber nicht sehr weitreichend. Dafür kann die Schrotflinte Gegner zurückstoßen oder sogar umwerfen und hilft, bei günstiger Platzierung, gegen einen vom Gegner eingesetzten Schweber.
Nur wenige Waffen entfalten auch eine Schadwirkung hinter der Maschine. Zu ihnen gehören die Klinge (je nachdem, wo am Chassis sie angebracht wird), die Doppelrakete und der vormals sehr seltene Bumerang (seit dem Update 2022 ein reguläres Bauteil ab Prestige 1, Stufe 20).

### Räder
Die Räder besitzen eine Panzerung und sind in mehrere Formen aufgeteilt (von groß nach klein): Klumpfuß, Haft-Reifen, Reifen, Flitzer, Haftwalze, Walze und Knauf. Die größeren Radtypen weisen eine erhebliche Federung auf, d. h. die Maschine kann mit großen Rädern stärker ins Wanken kommen als mit kleinen. Haft-Reifen und Haft-Walzen weisen eine besonders gute Bodenhaftung auf, so dass man vom Gegner nicht zurückgedrängt werden kann, und können helfen, den Gegner zu überklettern.

### Gadgets
Die Gadgets (Zusatzteile) besitzen eine Panzerung und einen Energiewert. Es gibt verschiedene Typen von Zusatzteilen: Die Schnellreparatur gleicht in gewissem Umfang durch den Gegner verursachte Schäden aus. Die Harpune zieht das gegnerische Kampffahrzeug an das eigene heran, während der Rückstoßer genau das Gegenteil bewirkt. Schweber heben das gegnerische Fahrzeug mit Hilfe eines Luftballons aus der Ferne an, während der Heber das bei Kontakt der Fahrzeuge tut. Düse und Rückdüse schießen das eigene Fahrzeug in Richtung des Gegners oder entfernen es von ihm.

### Werkzeuge
Es gibt drei Typen von Werkzeugen: Das Panzerwerkzeug verstärkt die Panzerung von Chassis, Rädern oder Gadgets; das Energiewerkzeug erlaubt durch die Erhöhung der Energiepunkte die Aufnahme größerer Waffen bzw. Gadgets, und das Angriffswerkzeug verstärkt die destruktive Wirkung der jeweiligen Waffe. Die Anwendung der Werkzeuge kostet Münzen oder Juwelen, wobei der zu investierende Betrag mit jeder weiteren Anwendung von Werkzeugen oder Aufwertungsstufen der gleichen Klasse steigt.

### Co-Piloten
2021 wurden Co-Piloten als neues Spielelement eingeführt. Es handelt sich um käuflich zu erwerbende Charaktere, die einem der Fahrzeuge des Spielers zugeordnet werden und als passive Eigenschaft die Werte für Panzerung und Schaden des jeweiligen Fahrzeugs dramatisch erhöhen. Zusätzlich können spezielle Fähigkeiten des Co-Piloten 1–2 Mal pro Kampf verwendet werden. Welche das sind, hängt vom Typ des Co-Piloten (z. B. Wissenschaftler, Panzerfahrer, Hacker …) ab. Der Wissenschaftler bspw. versetzt das eigene Fahrzeug an einen zufällig gewählten anderen Ort in der Kampfarena. Jede Auslösung der Spezialeigenschaften kostet Fische (eine für Co-Piloten spezifische Währungseinheit) und kann nur verwendet werden, solange hinreichend Fische vorhanden sind. Die passiven Eigenschaften wirken hingegen permanent. Es gibt 5 verschiedene Typen von Co-Piloten, und der Spieler kann mehrere erwerben, so dass jedes seiner Fahrzeuge über einen eigenen Co-Piloten verfügen kann.

### Kisten
Der Nachschub an Teilen wird durch unterschiedliche Kisten gewährleistet, die man durch Spielerfolge, durch Einsatz von virtuellem oder realem Geld oder als Belohnung für gewonnene Kämpfe erhält und die eine zufällige Mischung von Teilen (Chassis, Waffen, Gadgets, Werkzeuge, Ligatickets) enthalten.
Eine Besonderheit ist Steevys Kiste (früher: Sponsorenkiste). Man kann bis zu drei dieser Kisten pro Tag öffnen, sofern man genügend Schraubenschlüssel gesammelt hat, die ihrerseits in anderen Kisten zu finden sind oder bei Duellen bzw. Meisterschaftsaufstiegen gewährt werden. Im Gegensatz zu den normalen oder auch Superkisten, die zumeist Teile enthalten, die 2–3 Stufen unterhalb der vom Spieler gegenwärtig besetzten Meisterschaftsstufe angesiedelt sind, passen die Teile aus Steeveys Kiste immer zur aktuellen Meisterschaftsstufe. Zudem ist in jeder Kiste von Steevy ein Ligaticket enthalten.

### Währung
Für alle Veränderungen an Maschinen werden grundsätzlich Beträge in Münzen fällig, die ggf. auch in Form der (höherwertigen) Juwelen beglichen werden können. Juwelen lassen sich mit realem Geld kaufen (sog. In-App-Kauf), Münzen hingegen nicht. In der ultimativen Liga kommt eine dritte Währung zum Einsatz, das sog. ultimative Geld.

### Aufstiegsklassen
Es gibt fünf Klassen, die der Spieler bei siegreichen Meisterschaften konsekutiv durchläuft: Holz, Metall, Militär, Gold und Karbon. Die Holzklasse umfasst vier, die restlichen Klassen je fünf Stufen. Die fünfte Stufe der Karbonklasse kann entweder durchkämpft werden, oder man entscheidet sich für Prestige, womit alle erworbenen Ränge sowie Münzen zurückgesetzt werden und man mit einer höheren Prestigeklasse das Spiel von vorn beginnt. Bis Prestige 65 werden jeweils eigene Kennzeichen vergeben, die für andere Spieler kenntlich machen, über wie viel Erfahrung ein Spieler verfügt.
Sämtliche Bauteile können mehrfach in gleichen oder unterschiedlichen Qualitätsstufen im Bestand vorhanden sein. Sie lassen sich durch Fusionieren mit beliebigen anderen Bauteilen aufwerten und gewinnen so zunehmend stabilere Panzerung oder Kampfstärke.

#### Verzögerte Freischaltung von Teilen
Bestimmte Bauteile werden erst im Lauf des Aufstiegs freigeschaltet: Laser ab Stufe 5, Harpune ab Stufe 7, Pyramide ab Stufe 9, Haftwalze ab Stufe 14, Doppelrakete ab Stufe 19. Nach Abschluss des ersten Durchgangs wird die Minigun verfügbar; entscheidet man sich für den Neubeginn (Prestige 1), erhält man den Wal. In der ersten Prestigestufe wird der Diamant ab Stufe 9 freigeschaltet, bei Wahl von Prestige 2 die Schrotflinte. Bei Wahl von Prestige 3 wird die Schnellreparatur (Gadget) verfügbar. Bei der Wahl von Prestige 4 wird der Schweber (Gadget) erhältlich, der feindliche Fahrzeuge mit einem Luftballon anhebt.

## Duelle
Die Spieloberfläche verfügt über 4 Stellplätze für Kisten, die auf Vorrat erworben und abgestellt werden können. Eine normale Kisten benötigt 2 Stunden, eine Superkiste 6 Stunden, um geöffnet werden zu können; diese Zeit lässt sich mit Einschränkungen aber durch das Ansehen von Werbung verringern. Die Kisten erwirbt man durch jeweils drei gewonnene Duelle, d. h. Einzelkämpfe gegen zufällig ausgewählte Gegner.

## Wetten
Ebenfalls zur normalen Spielebene gehört die Möglichkeit, Wetten darauf abzuschließen, welche der beiden in einem vorgegebenen Duell beteiligten fremden Maschinen gewinnt. Dabei wird ein eigenes Bauteil zum Einsatz: Gewinnt man die Wette, bekommt das Bauteil einen Bonus, der Panzerung oder Kampfstärke erhöht; verliert man die Wette, verliert man dieses Bauteil.

## Ultimative Liga
Erreicht der Spieler Stufe 5 der Meisterschaft, wird die Ultimative Liga freigeschaltet. Diese stellt ein Spiel-im-Spiel dar, das ähnliche Regeln und ähnliche Konstruktionsteile vorsieht, aber im Detail auch viele Unterschiede zur Meisterschaft aufweist. Die ultimativen Maschinen sind vollkommen unabhängig von den normalen Maschinen und bleiben auch im Falle eines Wiederbeginns von vorn („Prestige“) erhalten. Zur Teilnahme werden Ligatickets benötigt, die man gelegentlich in Kisten findet. Auch hier gibt es Aufstiegsklassen: Holz, Stein, Bronze, Silber und Gold. Die über Gold liegende letzte Klasse ist mit einem Schlosssymbol gekennzeichnet; sie kann nur von sehr erfahrenen Spielern erreicht werden.
Im Gegensatz zur Meisterschaft sind Bauteile von ultimativen Maschinen nur je einmal vorhanden. Die Teile können nicht durch Fusionierung mit beliebigen anderen Teilen aufgewertet werden, sondern nur mittels identischer Teile, sofern man diese in einer ultimativen Kiste findet.

### Chassis
Schneider (entspricht Schleicher), Korsar (entspricht Surfer), Planierraupe (entspricht Brocken), Brandgefahr (entspricht Klassiker), Santas Schlitten (entspricht Wal), Drache, Eisige Bedrohung (entspricht Titan), Laterne (entspricht Pyramide), Wolke (entspricht Diamant), Diamantschwein, Stubenofen, Kutsche, Land-Bathyskaph (eine Art Tauchkapsel), Ufo und Sonderformen wie z. B. die drei Modelle, die zum Hot-Wheels-Jubiläum ausgegeben wurden (Shark Bite, Twin Mill und Bone Shaker).

### Waffen
Eiskeule (entspricht Klinge), Doppelklinge, Schneider-Düse (entspricht Rakete), Santas Doppelrakete (entspricht Doppelrakete), rotierender Hyperboloid G-27 (drehbares Geschütz), rotierender Megabohrer G-19 (drehbarer Bohrer), Bärenfall, Stachelwerfer (ähnliche Kampfdynamik wie Minigun), großer Junge (entspricht Minigun), Drachenmörser, Flammenwerfer, Flinklaser (entspricht Laser), Santas Laserglocke (entspricht Laser, ist aber stärker als der Flinklaser), Trombonekanone (entspricht Schrotflinte), Schneider-Kettensäge (entspricht Kettensäge), Auge des Todes (die einzige Waffe, die sich selbsttätig auf die jeweilige Position des gegnerischen Fahrzeugs ausrichtet) sowie Sonderformen.

#### Drohnen
2021 wurde mit der „Katz-Drohne“ eine neue Waffengattung eingeführt, nämlich relativ autonom agierende Körper mit einer eigenen Anzeige für die Panzerung. Sie können unabhängig von der zugehörigen Kampfmaschine zerstört werden, überleben aber die Zerstörung der Kampfmaschine nicht. Die Katz-Drohne entspricht einer fliegenden Maschinenpistole, die jedoch einen gewissen Abstand von der Kampfmaschine nicht überschreitet. Infolge ihrer Wendigkeit kann sie sowohl nach vorne als auch nach hinten (relativ zur Kampfmaschine) feuern. 2022 wurden drei neue Drohnen eingeführt: Die „Kappa-Drohne“ setzt sich wie eine Kappe auf eine feindliche Maschinen und blockiert deren Fernwaffen; die „Daruma-Drohne“ dreht sich wie ein Brummkreisel hinter dem feindlichen Fahrzeug und erzeugt einen nicht näher beschriebenen Schaden, und die „Bento-Drohne“ blockiert gegnerische Attacken und erzeugt gleichzeitig Schaden im Nahbereich.

### Räder
Die Auswahl der Räder ist in der Ultimativen Liga noch größer als bei der Meisterschaft, daher soll auf eine Aufzählung verzichtet werden. Hervorzuheben sind jedoch die „Antischwerkraftflitzer“, für die es in der Meisterschaft keine Entsprechung gibt. Es handelt sich um Düsen, die das Chassis anheben, wobei es unweigerlich zum Umkippen des Chassis führt, wenn lediglich ein Antischwerkraftflitzer verbaut ist. Sind sie vorn und hinten angebracht, hängt es vom Chassis ab, ob es zu einem Schwebeflug kommt (die Eisige Bedrohung ist durch ihre Bauhöhe so instabil, dass sie bei Verwendung der Düsen immer umkippt).

### Gadgets
Zahlreiche dieser Zusatzteile tragen zwar andere Namen, sind in ihrer Funktionsweise aber aus der Meisterschaft bekannt. Keine Entsprechung in der Meisterschaft haben folgende Gadgets: Ofenrohr (sendet ein Rauchwölkchen aus, das die gegnerische Maschine für eine Sekunde lähmt, wobei das Wölkchen von Hindernissen zurückprallt und daher auch mehrfach lähmen kann); Frostsprinkler (eine Art Düse, die periodisch Eiskristalle versprüht und damit die gegnerische Maschine kurzfristig lähmt); Santas Frostgeschenk (ein Rückstosser, der zugleich die gegnerische Maschine frostet und somit für eine Sekunde lähmt); Glückshufeisen (beginnt nach dem Start des Kampfes zu rotieren und schlägt der gegnerischen Maschine nach etwa einer Sekunde das Vorderrad weg); Energieschild (macht die eigene Maschine periodisch für eine kurze Zeit durchlässig für gegnerische Geschosse, die in diesem Zeitraum keinen Schaden anrichten).

## Herausforderungen
In unregelmäßigen Abständen, meist zu bestimmten Feiertagen (z. B. Ostern, Silvester, aber auch zum amerikanischen Unabhängigkeitstag) werden sog. Herausforderungen abgehalten. Sie werden mit ultimativen Maschinen gespielt und ersetzen für 3–4 Tage die ultimative Liga, sind im Verlauf aber durch besondere Umweltbedingungen für die Kämpfe (z. B. brennender Boden, fehlende Schwerkraft, Wind aus verschiedenen Richtungen) unberechenbarer als die normalen Ligakämpfe.

## Gangkämpfe / König der Stadt
Neben Meisterschaften und ultimativer Liga stellen Gangs die dritte Spielebene dar, die nach absolviertem Tutorium auf Stufe fünf der Meisterschaft freigeschaltet wird. Gangs bestehen aus bis zu 25 Mitgliedern. Ein Spieler kann eine Gang für 100 Juwelen gründen und ist dann der Leiter, während die Beitretenden als Mitglieder bezeichnet werden. Nur der Leiter kann die Selbstbeschreibung der Gang verfassen und (seit 20229) bis zu zwei Hauptmänner aus dem Mitgliederkreis ernennen. Beide Rollen können Mitglieder hinauswerfen, jedoch können die Hauptmänner nicht die Leitung eliminieren. Sollte der Leiter 30 Tage inaktiv sein, wird er automatisch aus der Gang entfernt; der nächst dienstälteste Spieler wird automatisch zum nächsten Leiter.

### Gangkämpfe
Im Spielmodus Gangkämpfe tritt jeder Spieler mit seinen bis zu drei Meisterschaftsmaschinen gegen eine Auswahl von zehn aufsteigend nach Stärke gruppierten Gegnern an und kann Pokale erringen, die der ganzen Gang zugutekommen und deren Ranking verbessern. Da in jedem Durchgang drei eigene gegen drei gegnerische Maschinen antreten, werden die Gangkämpfe auch 3v3 genannt. Durch Pokalerwerb können außerdem Vergünstigungen im Städtekampf (König der Stadt) erworben werden wie kostenlose Reparatur zerstörter Maschinen, kostenloses Ausspähen eines Gebäudes oder kostenloses Austauschen von Maschinen. Zwischenzeitliche Modifikationen der Meisterschaftsmaschinen wirken sich unmittelbar auf die weiteren Kämpfe aus.

### König der Stadt
Dieser Spielmodus wurde 2018 eingeführt. In König der Stadt (KdS) muss die Gang zusammenarbeiten, um einen virtuellen Stadtbezirk im Konflikt mit gegnerischen Gangs zu erobern. Ein solcher Kampf dauert 24 Stunden; seit 2022 ist der Kampf um die gesamte Stadt auf 30 Tage (vormals: 100 Tage) begrenzt. Die Städte tragen Namen wie „Miau York“, „Miau de Janeiro“ oder „Miauskau“. Der Kampf um die Stadt wird mit ultimativen Maschinen ausgefochten. Daher kann ein Spieler nach Abschluss des Tutoriums zwar einer Gang beitreten und an 3v3-Kämpfen teilnehmen, nicht aber am Städtekampf partizipieren, denn die Garage für ultimative Maschinen wird erst ab der 5. Stufe freigeschaltet. Nach Eintritt in den Kampf können die ultimativen Maschinen nicht mehr verändert werden, so dass nötige Modifikationen vor Kampfbeginn durchgeführt werden müssen. Die Tatsache, dass für KdS und Ultimative Liga zwar die gleichen Maschinen verwendet werden, sich Modifikationen der Maschinen aber nur in der UL und nicht im KdS auswirken, macht das Spiel an dieser Stelle etwas undurchsichtig.

## Strategie
Die erfolgreiche Teilnahme am Spiel erfordert eine intensive Kenntnis der jeweiligen Eigenschaften der Komponenten von Kampfmaschinen, ultimativen Maschinen und der jeweiligen Spielmodi, denn nur das genaue Studium der Maschinen des Gegners in Abwägung zu den Fähigkeiten der eigenen Maschinen gewährleistet eine Kampfstrategie, die sich durch mehr Siege als Niederlagen auszeichnet. Aus diesem Grund werden bis Prestige 65 individuelle Abzeichen vergeben, und es gibt nicht wenige Spieler, die das Spiel tatsächlich 65-mal oder mehr durchlaufen haben. Zudem werden bei der Entscheidung für eine erneute Runde zwar die Meisterschaftsteile gelöscht, jedoch bleiben die ultimativen Maschinen und weitere erworbene Teile erhalten, so dass die ultimativen Maschinen über viele Runden hinweg immer potenter werden.
Während Meisterschaften und ultimative Liga auf den ersten Blick nicht viel miteinander zu tun haben, ergibt sich eine Verzahnung beider Ebenen schon dadurch, dass der Spieler beim Gewinn einer Meisterschaft auch eine Kiste mit ultimativen Teilen erhält. Besonders deutlich wird die Interdependenz beider Spielebenen im Gang-Bereich: Während die Gangkämpfe mit den regulären Meisterschaftsmaschinen bestritten werden, werden beim Kampf um Stadtviertel (Spielmodus „König der Stadt“) ultimative Maschinen ins Feld geführt.
Bei den Meisterschaften ergibt sich ein unmittelbarer Aufstieg auf die nächste Stufe, wenn der Spieler 14 Gegner hintereinander besiegt hat. Nach Ablauf einer gewissen Zeit (normalerweise 48 Stunden, es gibt gelegentlich aber auch Schnellrunden mit 24-Stunden-Dauer) steigen zudem diejenigen Maschinen zur nächsten Stufe auf, die unter den ersten sechs platziert sind. Daher ist es sinnvoll, drei Maschinen zu erstellen, die jeweils optimale Kombinationen von Chassis- und Waffen-, ggf. auch Gadget-Eigenschaften darstellen, da man innerhalb der Meisterschaftsgruppe auch Einzelkämpfe gegen ausgewählte Gegner führen kann, die einen graduellen Aufstieg unter die ersten Plätze ermöglichen. Zudem erfordert die erfolgreiche Teilnahme an Gangkämpfen das Vorhandensein von drei Maschinen.

### „Luftkampf“
Kleine und leichte Chassis wie z. B. Schleicher können mit Hilfe der Düsen einen Gegner in hohem Bogen überspringen und – bei entsprechend gutem Timing – sogar aus der Luft mittels Laser oder Rakete erlegen. Die Düsen zünden schneller als die meisten Waffen zu feuern beginnen, so dass der Springende bereits beim ersten Schuss des Angegriffenen außer Reichweite ist. Überlebt der Angegriffene den Luftangriff, wird er nach der Landung des Springers von hinten attackiert. Für den Angegriffenen ist es daher sinnvoll, zumindest eine Waffe einzusetzen, die auch nach hinten wirkt (z. B. Doppelrakete, Klinge).

### Klassiker (Chassis)
Wiewohl der Klassiker eine (im negativen Sinne) Sonderstellung einnimmt, weil er grundsätzlich nur einen Waffen-Slot mitbringt, so ist er doch aufgrund seiner Bauform eine nicht zu unterschätzende Gefahr für den Gegner. Die spitze Schnauze des Chassis, vor allem in Verbindung mit griffigen Rädern und einer Düse, einem Schweber oder einer Harpune erlauben es, die gegnerische Maschine gegen die Wand zu drücken und hochzubocken, so dass deren Waffen in die Luft feuern und der Spieler auf diese Weise Gegner besiegen kann, die die mehrfache Panzerung und Waffenstärke des eigenen Klassikers aufweisen.

### Ultimative Liga
In der ultimativen Liga werden deutlich häufiger innovative Chassis, Waffen und Gadgets auf den Markt geworfen als im normalen Spielmodus (Meisterschaften). Das erschwert die treffende Einschätzung der gegnerischen Kampfstärke, die aber schon deswegen wichtiger als bei den Meisterschaften ist, weil eine Niederlage die in den bisherigen Kämpfen erzielten Punkte löscht. Zudem können die Kämpfe nicht beliebig wiederholt werden, weil zu jeder Kampfserie ein Ticket nötig ist. Die Tickets werden relativ spärlich verteilt. Es ist in diesem Spielmodus demnach sinnvoll, keine allzu großen Risiken einzugehen, sondern lieber die erwirtschafteten Punkte zu erhalten und langsam aufzusteigen.

### König der Stadt
Im Spielmodus „König der Stadt“ gibt es in jedem Bezirk Gebäude, die erobert werden müssen, indem Stellplätze im Kampf gegen feindliche Maschinen erobert werden. Die Zahl der Stellplätze des Gebäudes entspricht der Zahl der Punkte, die eine Gang erhält, die mehr als 50 % der Stellplätze für sich erkämpft hat. Jeweils zwei bis drei Gebäude werden durch eine liegende Acht als verbundene Gebäude gekennzeichnet. Sobald eine Gruppe beide Gebäude erobert hat, werden die angezeigten Punkte verdoppelt (z. B.: zwei Metrostationen zu je 5 Punkten ergeben 20 Punkte, sobald beide Stationen erobert wurden). Je weiter die Gang bei ihren Eroberungszügen kommt, desto mehr Stellplätze weisen die Gebäude auf, d. h. die Gang muss intensiv zusammenarbeiten, um die nötigen Punkte gegen den Feind zu erzielen. Narzisstisch motivierte Alleingänge einzelner Mitglieder führen hier schnell zum Scheitern der gesamten Gruppe.
Geschädigte oder zerstörte Maschinen werden im Lauf der Zeit geheilt (ca. 1 Panzerungswert pro Sekunde). Das gilt auch für gegnerische Maschinen – gelingt es nicht, eine Maschine im Einzelkampf zu besiegen, kann der Spieler eine zweite Maschine gegen den geschwächten Feind antreten lassen und diesen somit im zweiten oder dritten Schritt besiegen. Das gilt sogar dann, wenn die zerstörte eigene Maschine mit einer (kostenlosen oder kostenpflichtigen) Reparatur sofort wiederhergestellt wird. Im Extremfall kann eine eigene schwache Maschine einen viel stärkeren Gegner bezwingen, wenn sie zwischendurch mehrfach repariert wird.

### Gangkämpfe
Die Gangkämpfe sind gewissermaßen der Einzelspielermodus innerhalb des Gangbereichs. Der Spieler muss eine Serie von 10 Kämpfen durchlaufen, bei der er mit den je drei (Meisterschafts-)Maschinen eines Gegenspielers konfrontiert wird. Üblicherweise stammt der erste Gegner von einer weit niedrigeren Stufe und kann leicht besiegt werden, doch müssen am Ende Gegner von höheren Stufen als der eigenen bezwungen werden. Für jeden erfolgreichen Dreierkampf erhält die Gang Pokale, und zwar um so mehr, je höher die erkämpfte Stufe ist. Die Pokale sind einerseits Indikator für die Kampfstärke einer Gang, sie gewähren aber auch Zusatzfunktionen (Reparatur zerstörter Maschinen, Ausspähen von Gebäuden etc.). Der Spieler kann die Reihenfolge des Einsatzes seiner eigenen Maschinen bestimmen, so dass auch in diesem Spielmodus eine gute Einschätzung der Eigenschaften der gegnerischen Maschinen wichtig ist, um eine gute Paarung mit den eigenen Maschinen zu erzielen und Siege zu erringen.

## Entwicklung und Veröffentlichung
C.A.T.S. Crash Arena Turbo Stars erschien am 19. April 2017 für App-Store und Play-Store und wurde von ZeptoLab Limited entwickelt. ZeptoLab wurde 2010 von den eineiigen Zwillingen Efim und Semyon Voinov gegründet, welche bereits seit ihrem 10. Lebensjahr Spiele programmieren.

### Großes Update 2022
Durch ein Update Ende 2022 wurde die Spielmechanik in vielen Bereichen einschneidend geändert. In der Meisterschaft wurden auf einen Schlag zahlreiche neue Elemente eingeführt (fast alle Nahkampfwaffen sind auch in einer drehbaren Version vorhanden, um den Angriffswinkel zu verändern; es gibt Kletterräder und Antigravitationsdüsen; bei den Waffen sind nun auch Bumerang und Doppelklinge verfügbar etc.). In der Ultimativen Liga wurde die Panzerung aller Chassis etwa verdreifacht, um die Zweikämpfe zu verlängern. Piloten sollen leichter verfügbar werden, brauchen aber wesentlich mehr Aufwand, um auf höhere Level gebracht zu werden. Weitere Änderungen sind für die nähere Zukunft geplant, u. a. sollen deutlich seltener neue Bauteile auf den Markt geworfen werden.

## Rezeption
- Bestes Spiel 2017 (App Store)
- 4,7 von 5 Sternen (ca. 12.700 Wertungen) (App Store)
- 4,7 von 5 Sternen (1.951.971 Wertungen) (Play Store)[4]
- ca. 50.000.000 Installationen (Play Store)[5]